# Kfaraakka
Kfaraakka (arabe : كفرعقا) est un village libanais se situant au Liban Nord, dans le district du Koura.
Kfaraakka se situe entre les montagnes du Batroun, Bcharré et Zgharta d'une part et la côte de la mer Méditerranée de l'autre. Elle se trouve à 17 km au sud de la ville de Tripoli, s'élève de 350 à 375 m d'altitude et s'étend sur 560 hectares.

## Toponymie
Le nom « Kfaraakka » se compose de deux mots:
- « Kfar » (arabe : كفر): mot syriaque-araméen signifiant le village.
- « Aakka » (arabe : عقا): mot syriaque-araméen qui signifie la tristesse. Les deux chercheurs dans les langues sémitiques Joseph Hobeika et Isaac Armaleh definissent le mot « Aaka », dans un article paru dans le magazine Al-Machrek (juillet-septembre 1939, p. 407), comme étant les colliers, ornements ou une chaîne d'or.

Le nom « Kfaraakka » peut donc signifier le « village des ornements » ou bien encore le « village de la tristesse ».

## Histoire
Après que les croisés aient pris le contrôle de la côte libanaise en 1109, Kafaraka devint une partie du comté de Tripoli. Les croisés réalisèrent rapidement l'importance stratégique de la ville, la transformant d'un petit village en un lien féodal essentiel entre Bcharri et les principaux fiefs de la côte : Batroun, Anfe et Tripoli.
En 1127, le comte de Tripoli remit Kafaraka à l'Ordre de Saint-Jean.Une famille noble d'origine française émergea dans la ville, nommée « De Cafaraca ». Cette famille exerça une grande autorité dans le comté de Tripoli.
Pierre De Cafaraca supervisa la construction du château et de l'hôpital de la ville. En 1202, Boutros de Cafaraca fut un témoin officiel de l'élection et de l'inauguration de l'évêque de Batroun.
En 1271, le roi mamelouk Baybars détruisit partiellement les citadelles de Kafaraka lors de l'attaque des forteresses qui protégeaient Tripoli.
En 1283, le château fut complètement détruit par le sultan mamelouk Qallawun, le village fut entièrement brûlé et la majorité de ses habitants furent tués dans une église à Kafarsaroun (à cette époque, Kafarsaroun faisait partie du fief de Kafaraka).Le château et l'hôpital étaient situés dans la zone centrale du village (Al Saha), près de l'église de Saint-Georges, de l'église Notre-Dame et de l'église de Saint-Luc. Le bâtiment nommé « Abou Al Sayed » est la seule construction restante qui existe encore de cette époque.

## Agriculture
Kfaraakka est célèbre par la culture des olives et le commerce de ses produits comme l'huile et le savon. Ce village est le premier au Liban concernant la production et l'export d'huile, et il est devenu une destination populaire pour les commerçants libanais et étrangers.